# Cité Scientifique – Professeur Gabillard
Cité Scientifique – Professeur Gabillard – stacja metra w Lille, położona na linii 1. Znajduje się w Villeneuve-d’Ascq, w dzielnicy Cité scientifique, obsługując teren kampusu naukowego Uniwersytetu Lille (dawniej Lille-I).
Oddana została do użytku w 1982 jako część odcinka Quatre cantons - Hôtel de ville, oficjalnie zainaugurowanego 25 kwietnia 1983 przez ówczesnego prezydenta Republiki Francuskiej François Mitterranda.